# Gerhard Bernhard Winkler
Gerhard Bernhard Winkler OCist (* 24. April 1931 in Wilhering; † 22. September 2021 in Linz) war ein österreichischer römisch-katholischer Ordenspriester und Kirchenhistoriker.

## Leben und Werk
Bernhard Winkler wurde als Sohn des Leiters der Gärtnerei des Zisterzienserstiftes Wilhering geboren und wuchs neben dem Kloster auf. Er besuchte das Akademische Gymnasium in Linz. Nach der Matura trat er 1951 in das Stift ein und nahm den Ordensnamen Gerhard an. Er studierte in Wien und an der University of Notre Dame in Indiana (USA). 1955 empfing er die Priesterweihe. Winkler wurde an der Universität Wien zweimal promoviert, zuerst 1956 in katholischer Theologie mit der Arbeit Der dem Stift Wilhering inkorporierte Pfarrverband in Oberösterreich und seine rechtliche Entwicklung (erschienen unter dem Titel Die Pfarren des Stiftes Wilhering. Rechtsgeschichtliche Entwicklung eines inkorporierten Seelsorgesprengels. Wagner, Linz 2014), dann 1960 in Germanistik (bei Hans Rupprich) mit der Arbeit Die Sonette des B. Chelidonius zu A. Dürers Marienleben und ihr Verhältnis zum Marienleben des Kartäusers Philipp (ungedruckt).
Von 1960 bis 1969 war er am Stiftsgymnasium Wilhering als Gymnasiallehrer für Deutsch und Englisch sowie in den inkorporierten Pfarren seines Klosters engagiert. Nach einer Zeit als Wissenschaftlicher Assistent (1969–1972) habilitierte er sich 1972 an der Universität Bochum für das Fach Kirchengeschichte mit der Schrift Erasmus von Rotterdam und die Einleitungsschriften zum Neuen Testament. Formale Strukturen und theologischer Sinn (Aschendorff, Münster 1974). Von 1974 bis 1983 war er Ordinarius für Mittlere und Neue Kirchengeschichte an der Universität Regensburg, von 1983 bis 1999 Ordinarius für Kirchengeschichte an der Universität Salzburg. Nach seiner Emeritierung setzte er die intensive Publikationstätigkeit mit weiteren acht Fachbüchern fort. Im Zentrum seiner Forschung standen Bernhard von Clairvaux und der Zisterzienserorden.
Winkler starb am 22. September 2021 im Rudigierheim der Kreuzschwestern in Linz. Er wurde auf dem Konventfriedhof von Wilhering bestattet. Papst Benedikt XVI. würdigte Winkler in einem veröffentlichten Kondolenzschreiben mit sehr persönlichen Worten: „Unter allen Kollegen und Freunden stand er mir am nächsten … Nun ist er im Jenseits angelangt, wo sicher schon viele Freunde auf ihn warten. Ich hoffe, dass ich mich bald hinzugesellen kann.“ Beide waren in den 1970er-Jahren Professoren in Regensburg.

## Veröffentlichungen (in Auswahl)
- Die nachtridentinischen Synoden im Reich. Salzburger Provinzialkonzilien 1569, 1573, 1576. Böhlau, Wien/Köln 1988.
- Bernhard von Clairvaux. Die eine und umfassende Kirche. Einheit in der Vielfalt. Tyrolia, Innsbruck und Wien 2001 (Sammelschrift).
- Das Papsttum. Entwicklung der Amtsgewalt von der Antike bis zur Gegenwart. Tyrolia, Innsbruck 2002.
- Georg Michael Wittmann (1760–1833). Bischof von Regensburg zwischen Revolution und Restauration. Schnell und Steiner, Regensburg 2005.
- Monastikon. Beiträge zum kulturgeschichtlichen Umfeld des Zisterzienserordens, zu seiner Theologie und Spiritualität. Patrimonium, Heimbach 2012.
- A concise history of the Catholic Church in usum scholarum. Patrimonium, Heimbach 2013.
- Die Pfarren des Stiftes Wilhering. Rechtsgeschichtliche Entwicklung eines inkorporierten Seelsorgesprengels. Wagner, Linz 2014.
- Bernhard von Clairvaux versus Petrus Abaelard. Der allgemeine Heilswille und die „Wiedergeburt aus dem Wasser und dem Geist“ (Joh, 3,5). Patrimonium, Heimbach 2015 (Leseprobe).
- Mönch oder Kanoniker. Bernhard von Clairvaux versus Norbert von Xanten. Patrimonium, Aachen 2017.

### Herausgebertätigkeit
- Bernhard von Clairvaux: Sämtliche Werke lateinisch/deutsch. 10 Bände. Tyrolia, Innsbruck 1990–1999.
- (auch Übersetzer) Desiderius Erasmus: Ausgewählte Schriften. Bd. 3. In Novum Testamentum praefationes [u. a.]. Wissenschaftliche Buchgesellschaft, Darmstadt 1990, zuletzt 2016.

## Einzelbelege
1. ↑  Konsistorialrat DDr. P. Gerhard Winkler OCist verstorben. In: dioezese-linz.at. Katholische Kirche in Oberösterreich, 22. September 2021, abgerufen am 7. Oktober 2022.
2. ↑  DDr. P. Gerhard Bernhard Winkler OCist. (PDF) In: dioezese-linz.at. September 2021, abgerufen am 9. Oktober 2022 (Parte).
3. ↑  Papst Benedikt XVI.: Kondolenzschreiben. In: stiftwilhering.at. Oktober 2021, abgerufen am 20. Oktober 2021.

| Personendaten    | Personendaten                                                                |
| ---------------- | ---------------------------------------------------------------------------- |
| NAME             | Winkler, Gerhard Bernhard                                                    |
| ALTERNATIVNAMEN  | Winkler, Gerhard B.                                                          |
| KURZBESCHREIBUNG | österreichischer Mönchspriester, Kirchenhistoriker und Universitätsprofessor |
| GEBURTSDATUM     | 24. April 1931                                                               |
| GEBURTSORT       | Wilhering                                                                    |
| STERBEDATUM      | 22. September 2021                                                           |
| STERBEORT        | Linz                                                                         |